# Staatsanwaltschaft Heidelberg
Die Staatsanwaltschaft Heidelberg ist als Strafverfolgungsbehörde zuständig für den Bezirk des Landgerichts Heidelberg.

## Geschichte und Unterbringung

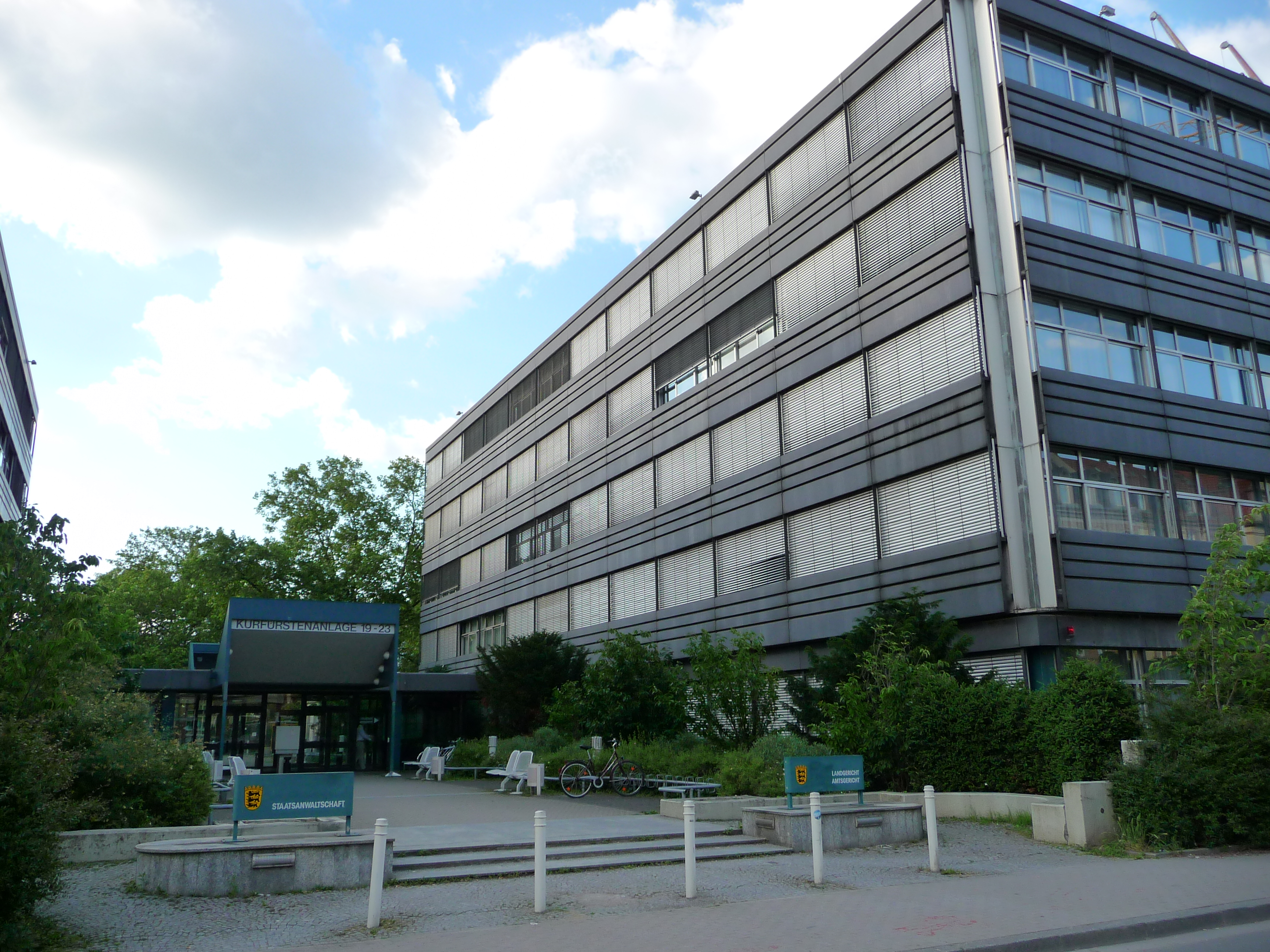
Das alte Gebäude der Staatsanwaltschaft Heidelberg (2009)

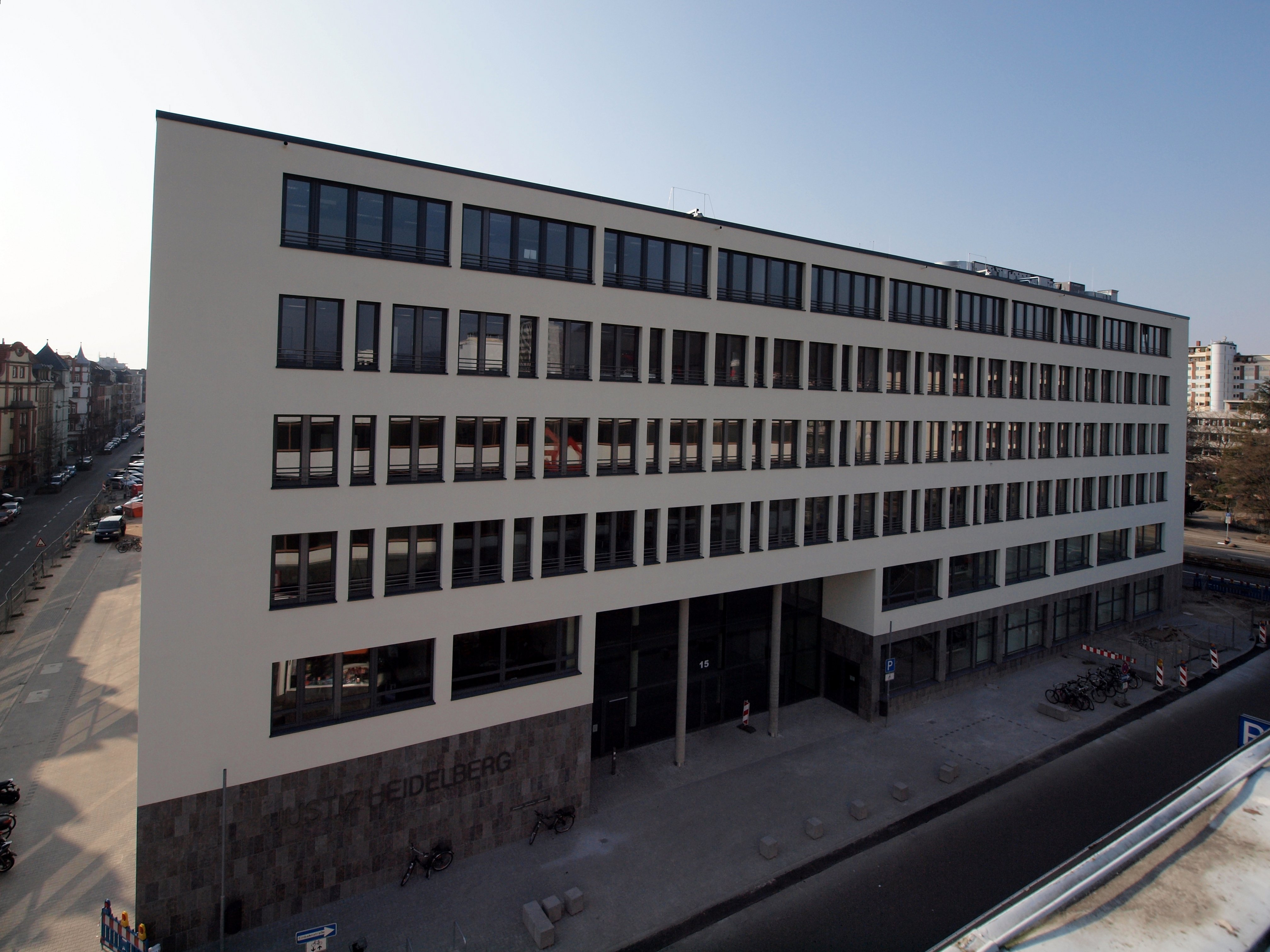
Unterbringung der Staatsanwaltschaft seit 2011

1864 wurde das Landgericht Heidelberg gegründet, die gleichzeitige Gründung einer Staatsanwaltschaft kann zu diesem Zeitpunkt jedoch nicht belegt werden. Zu einem nicht mehr belegbaren Zeitpunkt vor 1885 wurde die Staatsanwaltschaft Heidelberg als Zweigstelle der Großherzoglich Badischen Staatsanwaltschaft Mannheim gegründet. Nach zeitweiliger Auflösung des Landgerichts Heidelberg aus Kostengründen  wurde dieses zum 1. Mai 1899 wiedererrichtet. Gleichzeitig wurde in Entsprechung des damaligen § 142 GVG (der dem heutigen § 141 GVG entspricht) die Staatsanwaltschaft Heidelberg durch die Allerhöchste Staatsministerialentschließung Seiner Königlichen Hoheit des Großherzogs vom 25. März 1899 gegründet und mit zunächst einem Staatsanwalt und zwei Amtsanwälten besetzt. Erster Sitz der Staatsanwaltschaft war die Seminarstraße 3, spätestens 1935 zog die Behörde in die Räumlichkeiten Oberer Fauler Pelz 4 und 4a um. Der heutige Sitz in der Kurfürsten-Anlage 15 wurde am 22. November 1968 bezogen. 2011 wurde das Justizzentrum in Heidelberg an selber Adresse errichtet, in das die Staatsanwaltschaft sowie das Amts- und das Landgericht umzogen, und die alten Gebäude abgerissen.

## Organisation und Zuständigkeit
Entsprechend der Zuständigkeit des Landgerichts Heidelberg umfasst der Bezirk der Staatsanwaltschaft die Bezirke der Amtsgerichte Heidelberg, Sinsheim und Wiesloch.
Im Zuständigkeitsbereich wohnen rund 710.000 Bürger. Die Staatsanwaltschaft Heidelberg ist der Generalstaatsanwaltschaft Karlsruhe unterstellt (§ 147 GVG). Sie gehört zum sogenannten badischen Rechtsgebiet, in dem u. a. traditionell in der Ordentlichen Gerichtsbarkeit und bei den Staatsanwaltschaften der „badische Aktenknoten“ zur Bindung der Akten verwendet wird. Bis Ende des Jahres 2025 soll jedoch die elektronische Strafakte eingeführt werden, womit diese besondere Form der Aktenführung allmählich obsolet wird. In Heidelberg wurde die eAkte zum 31. März 2025 eingeführt, sodass nur noch Bestandsakten „badisch“ gebunden werden.
Im April 2024 hat das Haus des Jugendrechts in Heidelberg seine Tätigkeit aufgenommen. Daran beteiligt sind die Staatsanwaltschaft Heidelberg, das Polizeipräsidium Mannheim und die Jugendämter der Stadt Heidelberg und des Rhein-Neckar-Kreises.
Bei der Staatsanwaltschaft Heidelberg sind zuletzt (zuletzt aktualisiert im November 2020) 87 Personen beschäftigt. Dem Leitenden Oberstaatsanwalt unterstehen in den Ermittlungsabteilungen dabei fünf Oberstaatsanwältinnen und Oberstaatsanwälte als Abteilungsleiter sowie weitere 30 Staatsanwältinnen und Staatsanwälte und sechs Amtsanwältinnen und Amtsanwälte und sechs Rechtspflegerinnen und Rechtspfleger. Gemäß dem Organisationsstatut der Staatsanwaltschaften (Verwaltungsvorschrift des Justizministeriums Baden-Württemberg) ist die Staatsanwaltschaft Heidelberg als Justizbehörde in fünf Ermittlungsabteilungen, eine Vollstreckungsabteilung sowie eine Verwaltungsabteilung gegliedert.

## Geschäftsentwicklung
Die Eingänge haben sich für das Jahr 2019 (letzte konkrete Mitteilung der Geschäftszahlen) auf dem hohen Niveau der Vorjahre eingependelt: 28.877 Js-Verfahren und 16.335 UJs-Verfahren. 2023 war die Zahl der bearbeiteten Verfahren auf kumuliert rund 48.000 und damit ein Allzeit-Hoch gestiegen. Den wesentlichen Anteil machen die Strafermittlungsverfahren gegen namentlich bekannte Beschuldigte aus (sog. Js-Verfahren). Hinzu kommen Verfahren wegen Ordnungswidrigkeiten und Verfahren gegen unbekannte Täter (sog. UJs-Verfahren). 
Die Staatsanwaltschaft Heidelberg vollstreckt die Entscheidungen der Strafgerichte. Zudem vollstreckt sie gerichtliche Geldbußen, Ordnungs- oder Zwangsgelder, den Wertersatz (bei eingezogenen Gegenständen) sowie die Erzwingungshaft. In Verfahren nach dem JGG ist dagegen der Jugendrichter gleichzeitig Vollstreckungsleiter. 